# Davie, Florida
Davie är en stad (town) i Broward County, i delstaten Florida, USA. Enligt United States Census Bureau har staden en folkmängd på 93 674 invånare (2011) och en landarea på 90,4 km².